# Vicent Macip

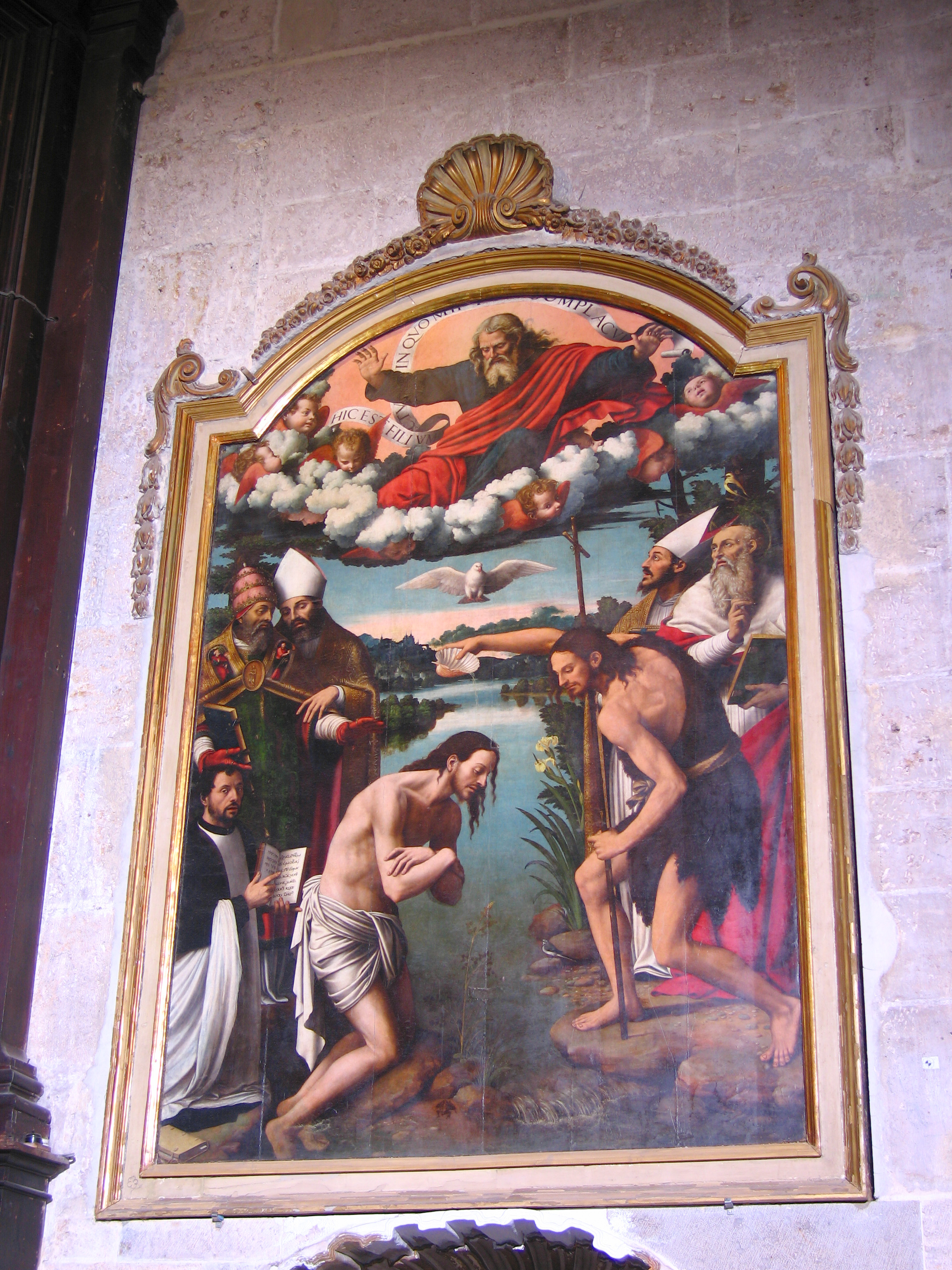
Baptisme de Crist en el riu Jordà per Joan el Baptista (Seu de València)

Vicent Macip (Albaida, ca. 1475 - València, 1551) va ser un pintor valencià d'estil quattrocentista, pare del també pintor renaixentista Joan Vicent Macip, més conegut com a Joan de Joanes. Eclipsat una mica per l'enorme fama del seu fill, d'estil més emotiu i manierista, els experts el consideren ara superior al fill, com a exemple de la implantació de l'estil de Rafael Sanzio a la península Ibèrica.
Macip treballà un estil que arrancava del gòtic italianitzant aprés d'altres pintors que treballaven al Regne de València, com ara Hernando de los Llanos, Yáñez de la Almedina o l'italià Paolo de San Leocadio. Mitjançant aquests i les pintures o gravats que arribaven pel mar des d'Itàlia fou que Macip aprengué les novetats del Quattrocento i del Cinquecento, que aprofità per a les seues pròpies obres, i que transmeté a son fill Joan de Joanes.
Entre les seues obres més destacades, hi trobem l'antic retaule de l'altar major de la catedral de Sogorb, que es conserva al museu catedralici d'aquesta població de l'Alt Palància. També se li atribueix el retaule de la Mare de Déu del Remei de l'església de Sant Bartomeu de Benicarló. Es tracta d'una pintura amb la Mare de Déu i el xiquet asseguts en el tron, envoltats de diferents santedats. Molt cèlebre és també el quadre Bateig de Crist en el riu Jordà per Joan el Baptista (1535), que es troba, entrant per la porta dels Ferros de la Seu de València, a l'esquerra, sobre la pica baptismal. Dins el quadre, assisteixen a l'acte del bateig quatre doctors de l'església i el donant del quadre, el venerable Agnesi, mentre des del cel, Déu envia l'esperit sant sobre el fill.
Algunes de les seues obres més representatives d'aquest primer Renaixement ibèric són la Visitació i el Martiri de Santa Agnés, totes dues al Museu del Prado de Madrid.